# Correa reflexa
Correa reflexa är en vinruteväxtart som först beskrevs av Jacques-Julien Houtou de La Billardière, och fick sitt nu gällande namn av Étienne Pierre Ventenat. Correa reflexa ingår i släktet Correa och familjen vinruteväxter.

## Underarter
Arten delas in i följande underarter:
- C. r. angustifolia
- C. r. insularis
- C. r. lobata
- C. r. nummulariifolia
- C. r. scabridula
- C. r. speciosa